# 莫雷 (索恩-卢瓦尔省)
莫雷（法語：Morey，法語發音：[mɔʁɛ]）是法国索恩-卢瓦尔省的一个市镇，属于欧坦区。

## 地理
莫雷（46°48'1"N, 4°36'6"E）面积13.32 平方千米，位于法国勃艮第-弗朗什-孔泰大區索恩-卢瓦尔省，该省份为法国中部省份，北起顺时针与科多尔省、汝拉省、安省、罗讷省、卢瓦尔省、阿列省和涅夫勒省接壤。
与莫雷接壤的市镇（或旧市镇、城区）包括：德讷河畔圣贝兰、沙泰勒莫龙、埃塞尔泰讷、佩勒伊、德讷河畔圣于连。

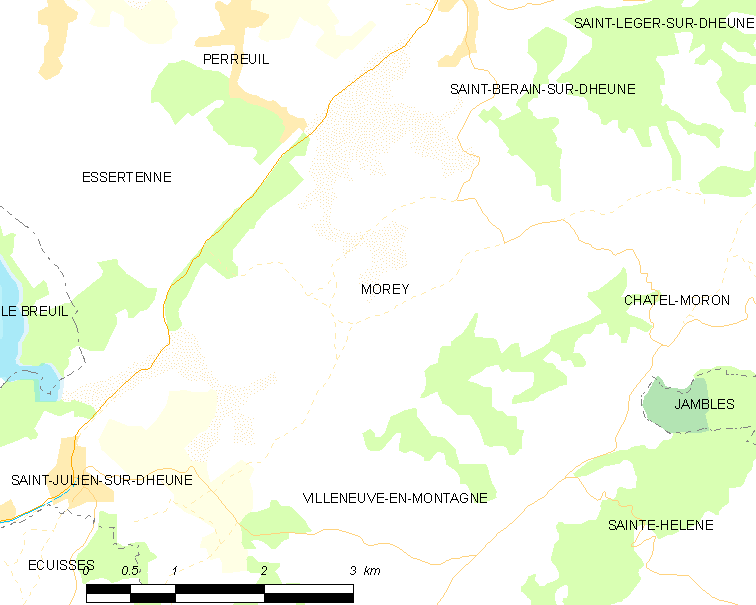
的OSM定位图

莫雷的时区为UTC+01:00、UTC+02:00（夏令时）。

## 行政
莫雷的邮政编码为71510，INSEE市镇编码为71321。

## 政治
莫雷所属的省级选区为沙尼县。

## 人口

1962-2008年间人口变化图示

莫雷于2022年1月1日时的人口数量为191人。